# Гран-при Санкт-Петербургского автоклуба 1913 года
Гран-при Санкт-Петербургского автоклуба (СПАК) 1913 года — первая в истории гонка Гран-при на территории России, состоявшаяся 7 июня 1913 года под Санкт-Петербургом на 30-километровом замкнутом четырёхугольнике между Красным Селом, Лиговым и станцией Александрово. Длину трассы не измеряли, однако было заявлено, что она составляет 30,5 км. Было запланировано, что семь кругов гонки должны быть преодолены около 4—5 часов. Каждые 1,5 версты стояли контролёры — прообраз современных маршалов. В гонке принял участие 21 автомобиль.

## Гонка

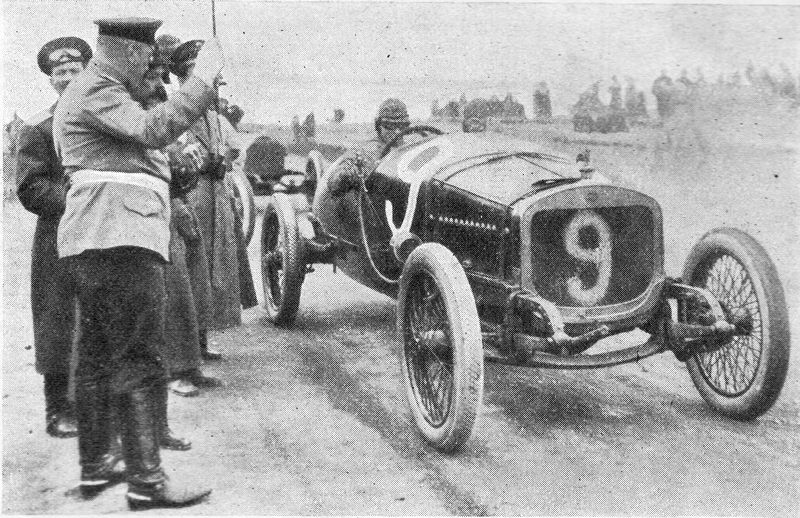
Иванов на старте гонки

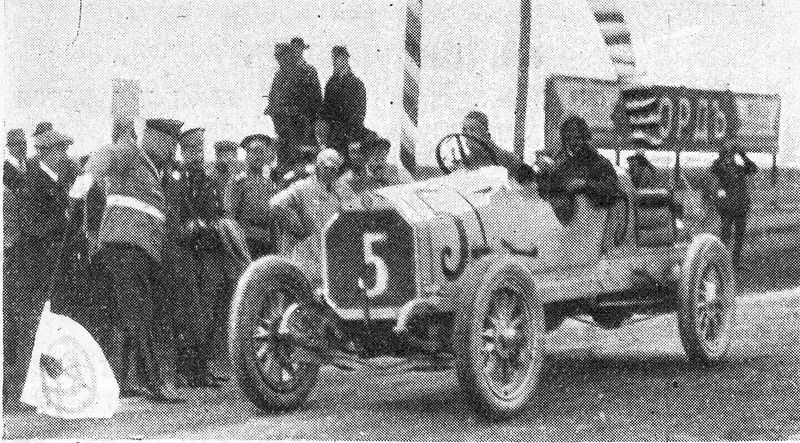
Финиш Суворина

Мюллер, Новиков и Йосса не стартовали, поэтому в 11:30 стартовали только 18 машин с интервалами в одну минуту. Новизна этого типа гонки привела к некоторым смешным ситуациям. Так, оба водителя команды Рычкова остановились сразу после окончания первого круга, однако благодаря контролёрам остались в гонке. Во время второго круга начался сильный дождь, что вызвало большие проблемы для маленьких автомобилей. Во время гонки с дистанции сошла половина участников.
В Красном Селе был пункт десятиминутной нейтрализации, чтобы избежать проблем в регулировании гонки. Любая машина, прибывшая на Красное Село, останавливалась контролёром, который разрешал водителю включить секундомер. На выезде из Красного Села машины ждали по 10 минут, после чего им разрешалось продолжить гонку. Однако, когда Иванов, который был среди лидеров, прибыл в деревню, контролёр дал ему выключить секундомер спустя только четыре или пять минут, так что водителю пришлось остановиться на выезде и ждать, когда секундомер показал 10 минут. После этого он откатился назад и начал сильно рисковать — показал дважды лучшее время круга, показал среднюю скорость 126,1 км/ч на мокрой дороге и приехал на втором месте, в трёх минутах позади победителя — Суворина. То же самое случилось с Эфроном и Шишкиным.
Только 8 конкурентов закончили эту гонку.
Кроме общей классификации было ещё два зачёта — средняя скорость на каждом круге (выиграл Гребенщиков, вторым был Дюрей и третьим — Риетти), а также зачёт двигателей, который был основан на таких показателях, как масса автомобиля, средняя скорость, количество цилиндров, диаметр цилиндра и ход (выиграл Дюрей, второй — Иванов и третий — Нотомб).
На своей Russo-Baltique C24/58 Иванов поставил абсолютный рекорд скорости для российских автомобилей: 14 мая 1913 года — 143,4 км/ч на расстоянии одной версты, хотя она была значительно меньше, чем новый абсолютный русский рекорд Франца Хёрнера в том же году на его Benz — 202,1 км/ч. Рекорд последнего оставался непревзойдённым до 1952 года.

## Результаты
| Место | Гонщик      | Автомобиль                   | Круги | Время/отставание | Старт |
| ----- | ----------- | ---------------------------- | ----- | ---------------- | ----- |
| 1     | Суворин     | Benz 29/60PS 4 цил.          | 7     | 2:23:54,6        | 5     |
| 2     | Иванов      | Russo-Baltique C24/58 4 цил. | 7     | +2:56,4          | 9     |
| 3     | Нотомб      | Metallurgique 27/80 4 цил.   | 7     | +5:24,4          | 8     |
| 4     | Дюрай       | Metallurgique 15/20 4 цил.   | 7     | +26:21,8         | 18    |
| 5     | Эффрон      | Vauxhall A 4 цил.            | 7     | +41:15,4         | 13    |
| 6     | Шишкин      | Stoewer B4 19/45PS 4 цил.    | 7     | +53:40,4         | 7     |
| 7     | Биркигт     | Hispano-Suiza 4 цил.         | 7     | +1:04:25,0       | 10    |
| 8     | Гребенщиков | Hupmobile R 22hp 4 цил.      | 7     | +1:27:47,2       | 20    |
| Сход  | Рычков      | Berliet 4 цил.               | 7     | сход             | 3     |
| Сход  | Оганесов    | Bianchi 4 цил.               | 7     | сход             | 4     |
| Сход  | Слубский    | Excelsior 6 цил.             | 5     | сход             | 2     |
| Сход  | Гиссер      | Benz 4 цил.                  | 4     | сход             | 6     |
| Сход  | Плюм        | Hupmobile R 32hp 4 цил.      | 4     | сход             | 17    |
| Сход  | Овсянников  | Vauxhall 4 цил.              | 3     | сход             | 16    |
| Сход  | Донье       | Opel 4 цил.                  | 2     | сход             | 19    |
| Сход  | Кольяр      | Wanderer 2 цил.              | 2     | сход             | 21    |
| Сход  | Холлоуэлл   | Vauxhall 4 цил.              | 1     | сход             | 14    |
| НС    | ? Мюллер    | Mercedes 4 цил               |       |                  | 1     |
| НС    | Новиков     | Vauxhall 4 цил.              |       |                  | 12    |
| НС    | Йосса       | Excelsior 4 цил.             |       |                  | 15    |